# Пјеве Торина
Пјеве Торина (итал. Pieve Torina) насеље је у Италији у округу Мачерата, региону Марке.
Према процени из 2011. у насељу је живело 1009 становника. Насеље се налази на надморској висини од 481 м.

## Становништво
| 1931. | 1936. | 1951. | 1961. | 1971. | 1981. | 1991. | 2001. | 2011. |
| ----- | ----- | ----- | ----- | ----- | ----- | ----- | ----- | ----- |
| 3.225 | 3.042 | 2.683 | 2.038 | 1.688 | 1.517 | 1.381 | 1.379 | 1.483 |